# السرب 193 (إسرائيل)
تشكل السرب 193 التابع للقوات الجوية الإسرائيلية، المعروف أيضاً باسم (سرب مدافعي الغرب) (بالعبرية: טייסת מגיני המערב) في 12 أغسطس 1987. وهو سرب مروحيات طراز يوروكوبتر إتش إتش-65 دولفين يتمركز في قاعدة رمات ديفيد الجوية ويعمل لصالح البحرية الإسرائيلية.
يضم السرب حالياً سبع مروحيات طراز يوروكوبتر إيه إس 565 بانثر تتمركز في قاعدة رمات ديفيد الجوية وقاعدة بالماحيم. عُينت هذه المروحيات بحيث يمكنها الهبوط على فرقاطات سعر 5.